# Move (Organisation)
Move (MOVE) ist eine afro-amerikanische, politische, anarcho-primitivistische, anti-speziesistische, black nationalism Organisation in Philadelphia, Pennsylvania, USA.

## Geschichte

### Herkunft und Ansichten
Move wurde im Jahr 1972 als Christian Movement for Life vom charismatischen Führer Vincent Leaphart alias John Africa im Powelton Village in Philadelphia, gegründet. Er wurde dabei von Donald Glassey, einem weißen Professor am Community College of Philadelphia unterstützt. Der frühere Aktivist in der amerikanischen Studentenbewegung Glassey wurde zum ersten Anhänger Leapharts und stellte sein Haus in Powelton als Operationsbasis zur Verfügung. Der philosophisch interessierte und rhetorisch begabte Leaphart war zuvor aus einer Kommune (Lebensgemeinschaft) im gleichen Stadtviertel verwiesen worden. Africa, ein funktionaler Analphabet, diktierte Glassey ein Dokument, das als The Guideline bekannt wurde. Darin befürwortete er eine Rückkehr zu einer Gesellschaft von Jägern und Sammlern und lehnte wissenschaftlichen, technischen und medizinischen Fortschritt ab. Seine Anhänger nahmen nach seinem Vorbild den Nachnamen Africa an, um ihrem Mutterkontinent den Respekt zu erweisen und trugen ihr Haar in Dreadlocks. 1973 kaufte Glassey ein Haus in Powelton Village, einem alternativen Stadtviertel in Philadelphia. John Africa und andere Move-Mitglieder bildeten dort eine Kommune.
Äußerlich waren sie durch ihren Dreadlock-Haarschnitt charakterisiert, der anfangs noch teils als provozierend für die weiße Oberschicht betrachtet wurde. In den Anfangsjahren richteten sich ihre Aktivitäten vor allem gegen die „Korruption des Systems“. Ebenso setzten sie sich für Kinder- und Tierrechte ein. Im Gegensatz zur Norm der Gesellschaft kompostierten sie ihren Müll, vermieden den Einsatz technischer Gerätschaften und unterrichteten ihre Kinder zu Hause (Hausunterricht). Ausgelöst durch das brutale Durchgreifen der Polizei radikalisierte sich die Gruppe früh.

### Aktivitäten vor 1978
Im März 1976 kam es zu einem nächtlichen Zusammenstoß mit Polizisten am Haus. Laut Angaben von Move wurden dabei Mitglieder brutal geschlagen und unter anderem die dreiwöchige Life Africa durch Polizeibrutalität getötet. Als Beweis wurden Journalisten und Stadtvertreter in das Haus eingeladen und der Leichnam des Kindes präsentiert. Move lehnte eine Obduktion des Leichnams ab. Ab September 1976 begannen Move-Mitglieder Waffen und Bomben zu horten sowie das Haus zu verbarrikadieren. Nachdem 1977 städtischen Inspektoren der Zugang zum MOVE-Haus gerichtlich erlaubt wurde, erschienen Move-Mitglieder mit Schrotflinten, Gewehren und Pistolen vor ihrem Haus, teils in Khakiuniformen.

### Schießerei 1978
Nach dem Scheitern von weiteren Verhandlungen wurde das Haus in Powelton Village im August 1978 von 300 Polizisten und Feuerwehrmännern umstellt. Bei der darauf folgenden Schießerei wurde ein Polizist, James Ramp, getötet und sieben weitere Polizisten, fünf Feuerwehrleute, drei Move-Mitglieder, sowie drei Unbeteiligte verletzt. Laut Move hatte die Polizei zuerst geschossen und Ramp durch eigenen Beschuss getötet, laut Polizei kamen die ersten Schüsse aus dem Move-Haus. Kameraaufnahmen zeigen Polizisten, die Delbert Africa schlagen und treten, während sie ihn aus dem Haus zerren. John Africa ist bei der Konfrontation nicht anwesend. Im Anschluss an die Konfrontation wird das Haus sofort planiert. Laut Angaben der Behörden wollte man hierdurch verhindern, dass Move sich dort erneut verschanzt. Move sieht im Abriss des Hauses eine absichtliche Vernichtung von Beweisen.
Neun Move-Mitglieder wurden für den Tod des Polizisten zu Haftstrafen zwischen 30 und 100 Jahren verurteilt. Laut des in diesem Prozess vorgelegten ballistischen Gutachtens, kam die Kugel, die Ramp tötete, aus einem Gewehr, das kurz zuvor von Phil Africa (1956–2015) gekauft worden war und im Move-Haus gefunden wurde. Zwei der „Move Nine“, Merle und Phil Africa, starben seitdem im Gefängnis eines natürlichen Todes. Für sieben Verurteilte sind seit 2008 Bewährungsanhörungen zugelassen, die zunächst verweigert wurden, aber jährlich wiederholt werden. Laut John Africa werde keine Sportmannschaft aus Philadelphia je einen Titel gewinnen so lange die „Move Nine“ nicht freigelassen werden.
Zwei der Move-Mitglieder wurden inzwischen aus dem Gefängnis entlassen.

### Bombenabwurf 1985
1981 verlegte Move die Kommune schließlich in ein Reihenhaus in der Osage Avenue in einem anderen Bereich von West Philadelphia. Am 13. Mai 1985 sollte schließlich auch dieses geräumt werden, laut Aussage der Polizei als Reaktion auf monatelange Beschwerden der Anwohner über die politischen Reden, und außerdem wegen der Gesundheitsgefährdung durch die menschlichen Exkremente auf den Komposthaufen. Zunächst wurden Tränengasgranaten in das Gebäude geworfen und das Dach mit zwei Wasserwerfern beschossen. Auf dem Dach war durch Move eine Art Bunker errichtet worden, aus dem auf die Polizei und Feuerwehr geschossen wurde. Nachdem durch einen intensiven Schusswechsel in den folgenden zwei Stunden keine Aufgabe in Sicht war, ließ man am Nachmittag eine knapp 2 kg schwere C4-Sprengladung von einem Helikopter aus auf das Dach abwerfen. Durch die Explosion fingen das Haus und schließlich der gesamte Block Feuer, wodurch letztlich 53 Wohnhäuser zerstört und über 200 Menschen obdachlos wurden. Elf Move-Mitglieder, darunter der Gründer John Africa, fünf Kinder, sowie fünf weitere Erwachsene, starben im Feuer, Ramona Africa und ein Kind entkamen.
Bürgermeister Wilson Goode setzte schon bald danach eine Untersuchungskommission ein, die allgemein als Move-Kommission bekannt wurde. Deren am 6. März 1986 veröffentlichter Bericht bezeichnete den Abwurf der Sprengladung über einem bewohnten Reihenhaus als „skrupellos“. In einer Zivilklage vor einem Bundesgericht wurde 1996 die Stadt Philadelphia zur Zahlung von 1,5 Mio. Dollar an eine Überlebende und zwei Angehörige verurteilt. Die Geschworenen befanden, dass die Stadt unangemessene Gewalt zur Räumung des Hauses eingesetzt hätte.
In den Jahren nach dem Bombenabwurf hat die Stadt mehr als 45 Mio. Dollar an Kosten für den Wiederaufbau aufgebracht. Verkompliziert wurde der Wiederaufbau dadurch, dass ein beteiligter Unternehmer wegen mangelhafter handwerklicher Ausführung und Diebstahls verurteilt wurde. Bis zum Jahr 2007 gab es eine Polizeiüberwachung des Hauses, die bis dahin etwa 4 Mio. Dollar kostete.

### Mord an John Gilbride 2002
John Africas Witwe, Alberta Africa, hatte nach dessen Tod John Gilbride Jr geheiratet und mit diesem circa 1996 ein Kind, Zachary Africa. 1999 reichte Gilbride die Scheidung ein. In einem darauf folgenden Sorgerechtsstreit wurde ihm schließlich 2002 das teilweise Sorgerecht für seinen Sohn zugesprochen, wodurch ihm unbeaufsichtigte Besuche erlaubt waren. Move kündigte an, sich diesem Urteil mit aller Macht widersetzen zu wollen, und verbarrikadierte erneut das Haus. Wenige Stunden vor seinem ersten Besuch bei seinem Sohn wurde Gilbride von einem unbekannten Angreifer durch eine Schnellfeuerwaffe getötet. Der Fall ist nach wie vor nicht aufgeklärt. Ursprünglich hatte Move behauptet, die Regierung habe Gilbride hinrichten lassen, um den Mord Move zuzuschieben, 2009 äußerte jedoch Alberta Africa die Ansicht, Gilbride sei am Leben und verstecke sich irgendwo.

### Derzeitige Aktivitäten
Ramona Africa ist die momentane Sprecherin der Gruppe und hält Vorträge bei linken Veranstaltungen in den USA und in anderen Ländern. Darüber hinaus versucht die Gruppe die Freilassung des Move-Sympathisanten Mumia Abu-Jamal zu erreichen, der seit 1981 für den Mord an dem Polizisten Daniel Faulkner einsitzt. Dessen Unterstützergruppe Concerned Friends and Relatives of Mumia Abu-Jamal wird vom Gruppenmitglied Pam Africa geleitet.

### Knochenfunde von den Opfern des Bombenabwurfs im Jahr 2021
Am 14. Mai 2021 wurden überraschenderweise Knochen von Opfern des Bombenabwurfes von 1985 in einer Box in einem Kühlschrank aufgefunden, die als eingeäschert galten. Einen Tag zuvor war noch der Gesundheitschef der Stadt Philadelphia Thomas Farley auf öffentlichen Druck hin zurückgetreten, der entstanden war, als er eingeräumt hatte, dass er 2017 die Einäscherung der Opferüberreste beauftragt hatte, ohne sich mit deren Familien abzustimmen. Er habe die Ermittlungen in diesem Fall nach so langer Zeit für abgeschlossen gehalten und den Angehörigen durch eine entsprechende Anfrage nicht weitere Schmerzen bereiten wollen, gab Farley zu Protokoll. Warum die Knochen dann doch nicht vernichtet wurden und in der städtischen Gerichtsmedizin aufgefunden wurden, ist nicht geklärt. Bereits im April 2021 hatten Anthropologen der University of Pennsylvania und von Princeton die Öffentlichkeit darüber informiert, dass sie die Überreste eines unidentifizierten Opfers von 1985 seit 36 Jahren gemeinsam für Unterrichtszwecke verwendeten, unter anderem als Filmmaterial für ein Lehrvideo und Ausstellungsobjekte im Penn Museum. Mehrere Versuche der Identifikation des Opfers seien gescheitert.